# Hildegund Keul
Hildegund Keul (* 1961) ist eine Theologin, Religionswissenschaftlerin und Germanistin. Schwerpunkte ihrer Forschung sind die aus der Armutsbewegung entstandene Mystik des 13. Jahrhunderts in ihrer Bedeutung für die Gegenwart sowie seit 2010 der Vulnerabilitätsdiskurs in seinen vielfältigen Kontexten.

## Leben

### Universitäre Laufbahn
Als Stipendiatin (1981–1986) der Konrad-Adenauer-Stiftung studierte Hildegund Keul Katholische Theologie, Germanistik und Philosophie zuerst (1980–1982) an der Universität Trier; dann (1983–1992) an der Universität Würzburg. Zwischenzeitlich war sie von 1982 bis 1983 mit einem Stipendium des Deutschen Akademischen Austauschdienstes zum Studium der Ökumenischen Theologie an der Dormitio-Abtei in Jerusalem/Israel. 1986 erwarb sie an der Universität Würzburg das Diplom in Katholischer Theologie  und  ebenda 1988 den Grad der Magistra Artium in Germanistik. Gefördert mit einem Promotionsstipendium (1989–1992) des  Cusanuswerks, wurde sie 1992 an der Katholisch-Theologischen Fakultät der Julius-Maximilians-Universität Würzburg mit dem Prädikat summa cum laude promoviert.  Von 1986 bis 1995 hatte sie an derselben Fakultät einen Lehrauftrag zur Einführung in die Literatur Feministischer Theologie. Nach der Verleihung der Lehrbefähigung 2002 für Fundamentaltheologie und Vergleichende Religionswissenschaft erhielt sie dort 2003 die Lehrbefugnis als Privatdozentin und lehrt in diesen Fachbereichen seit 2009 als Außerplanmäßige Professorin. Seit 2016 leitet sie in Würzburg die zusammen mit Pierre-Carl Link gegründete interdisziplinäre Forschungsgruppe „Vulnerabilität, Sicherheit und Resilienz“; seit 2018 arbeitet sie an dem von der Deutschen Forschungsgemeinschaft geförderten Forschungsprojekt „Verwundbarkeiten. Eine Heterologie der Inkarnation im Vulnerabilitätsdiskurs“.

### Weitere Berufstätigkeit
Von September 1993 bis März 2004 war Hildegund Keul Dozentin an der Fachschule Seminar für Gemeindepastoral in Magdeburg und Referentin der Hauptabteilung Pastoral des Bischöflichen Ordinariats Magdeburg, von April 2004 bis Juli 2018 Leiterin der Arbeitsstelle für Frauenseelsorge der Deutschen Bischofskonferenz in Bonn und Düsseldorf.

### Forschungsschwerpunkte
Hildegund Keul begann ihre Forschungen mit dem Schwerpunkt auf der Mystik des 13. Jahrhunderts. Dabei wird ebenso deren Entstehung aus der damaligen Armutsbewegung wie auch deren Bedeutung für die Gegenwart hervorgehoben. Es geht um Gravuren der Mystik in der Systematischen Theologie und Religion, in Ritual und Sakrament – Theologie als Heterologie. Ihre Habilitationsschrift handelt über die Begine und Mystikerin Mechthild von Magdeburg.
Seit 2010 ist Hildegund Keul mit ihren Forschungen zum Vulnerabilitätsdiskurs bekannt geworden. Vulnerabilität erweist sich als Schlüsselbegriff in Theologie, Wissenschaft und Gesellschaft. Erforscht werden die Machtwirkungen der Verwundbarkeit in persönlichen und politischen, sozialen und kulturellen Kontexten, und nicht zuletzt im religiösen Leben. Dabei rücken auch die aktuellen Migrationsdebatten, die Bekämpfung von Armut und die Herausforderung religionspolitischer Gewalt in den Mittelpunkt.

## Auszeichnungen
Für ihre Arbeiten wurde Hildegund Keul mehrfach mit Preisen ausgezeichnet. 1994 erhielt sie für ihre Dissertation den Preis der Unterfränkischen Gedenkjahrstiftung für Wissenschaft, 2003 für ihre Habilitationsschrift den Karl-Rahner-Preis für theologische Forschung. 2003 wurde sie von der Universität Würzburg für den Gottfried Wilhelm Leibniz-Preis vorgeschlagen. 2008 erhielt sie den Mystik-Medien-Preis der Theophrastus-Stiftung.

## Schriften

### Monographien (Auswahl)
- Menschwerden durch Berührung. Bettina Brentano-Arnim als Wegbereiterin für eine feministische Theologie (= Würzburger Studien zur Fundamentaltheologie 16). Lang, Frankfurt am Main/Berlin/Bern/New York/Paris/Wien 1993, ISBN 3-631-46485-1 (zugleich Dissertation Würzburg 1992).
- Wo die Sprache zerbricht. Die schöpferische Macht der Gottesrede. Matthias-Grünewald, Mainz 2004, ISBN 3-7867-2523-3.
- Verschwiegene Gottesrede. Die Mystik der Begine Mechthild von Magdeburg (= Innsbrucker theologische Studien. Band 69). Tyrolia, Innsbruck/Wien 2004, ISBN 3-7022-2608-7 (zugleich Habilitationsschrift Würzburg 2002).
- Mechthild von Magdeburg. Poetin – Begine – Mystikerin. Herder, Freiburg/Basel/Wien 2007, ISBN 3-451-29355-2.
  - Almudena Otero Villena (Übersetzerin): Matilde de Magdeburgo. Poeta, beguina, mística. Herder, Barcelona 2016, ISBN 84-254-3415-7.
- Weihnachten – das Wagnis der Verwundbarkeit. Patmos, Ostfildern 2013, 3. Aufl. 2017, ISBN 3-8436-0440-1.
- Auferstehung als Lebenskunst. Was das Christentum auszeichnet. Herder, Freiburg/Basel/Wien 2014, ISBN 3-451-33287-6.

### Wissenschaftliche Artikel (Auswahl)
- The Venture of Vulnerability. Christological Engravings on Disturbing Questions about Migration. In: Judith Gruber, Sigrid Rettenbacher (Hrsg.): Migration as a Sign of the Times. Towards a Theology of Migration. Brill / Rodopi: Leiden/Boston 2015, S. 167–190.
- Verwundbarkeit – eine unerhörte Macht. Christliche Perspektiven im Vulnerabilitätsdiskurs. In: Herder Korrespondenz, Jg. 2015, S. 647–651.
- Mechthild von Magdeburg: Poetin, Begine, Mystikerin. In: Eva Labouvie (Hg.): Frauen in Sachsen-Anhalt. Ein biographisch-bibliographisches Lexikon vom Mittelalter bis zum 18. Jahrhundert. Böhlau, Köln 2016, S. 250–255.
- Hingabe wagen – barmherzig handeln. Eine Antwort auf die Vulnerabilität der Anderen. In: Zeitschrift für katholische Theologie, Jg. 138 (2016), Themenheft Barmherzigkeit – Geschenk und Auftrag, S. 413–420.
- Vulnerabilität und Resilienz – christlich-theologische Perspektiven. In: Münchener Theologische Zeitschrift 67/3 (2016), 224–233
- Verletzlichkeit wagen. Die Inkarnationstheologie des Konzils und die aktuelle Herausforderung der Heterogenität in Kirche und Gesellschaft. In: Walter Krieger, Balthasar Sieberer (Hrsg.): Leben ist Vielfalt. Wagner, Linz 2016, S. 71–89.
- Prävention als Zeichen der Zeit. Die unerhörte Macht der Verwundbarkeit und der Heilsauftrag der Kirche. In: Mary Hallay-Witte, Bettina Janssen (Hg.): Schweigebruch. Vom sexuellen Missbrauch zur institutionellen Prävention. Herder, Freiburg 2016, S. 271–289.
- Resilienz aus Verwundbarkeit. Der Vulnerabilitätsdiskurs als Chance für eine gesellschaftsrelevante Theologie. In: Hermeneutische Blätter, Jg. 23 (2017), Themenheft Verwundbarkeit, S. 105–120.
- Verwundbarkeit, Sicherheit und Resilienz – der Vulnerabilitätsdiskurs als Chance für eine gesellschaftsrelevante Theologie. In: Stimmen der Zeit, Bd. 235 (2017), S. 589–598.
- Resurrection as an Art of Living: Restoring Faith After Abuse. In: H. Zollner, K.A. Fuchs, K. Demasure (Hrsg.): Safeguarding. Reflecting on Child Abuse, Theology and Care (= Centre for Child Protection; 1). Peeters, Leuven 2018, S. 105–126.
- „Glückhafte Wunde“ – ein heterologischer Zugang zur Verwundbarkeit mit Michel de Certeau. In: Christian Bauer, Marco A. Sorace (Hrsg.): Gott, anderswo? Theologie im Gespräch mit Michel de Certeau. Matthias-Grünewald, Ostfildern 2019.
- Verwundbar. Theologische und humanwissenschaftliche Perspektiven zur menschlichen Vulnerabilität. Echter, Würzburg 2020, ISBN 978-3-429-05498-4.

### Als Herausgeberin
- Céline Hoyeau: Der Verrat der Seelenführer: Macht und Missbrauch in Neuen Geistlichen Gemeinschaften. Übersetzt von Gabriele Nolte. Herder, Freiburg i. Br. u. a., 2023, ISBN 978-3-451-39421-8.